# Nikola Kalinić (football)
Pour les articles homonymes, voir Nikola Kalinić et Kalinić.
Nikola Kalinić, né le 5 janvier 1988 à Solin en Yougoslavie (aujourd'hui en Croatie), est un footballeur international croate. Il évolue au poste d'attaquant.

## Biographie

### Carrière professionnelle

#### FK Dnipro (2011-2015)
En manque de réussite en Angleterre, Kalinić est transféré en août 2011 pour la somme de six millions d'euros au club ukrainien du FK Dnipro.
Le 27 mai 2015, il marque en finale de la Ligue Europa malgré la défaite (2-3) contre le FC Séville.

#### ACF Fiorentina (2015-2018)
Le 14 août 2015, Kalinić s'engage en faveur de l'ACF Fiorentina pour cinq millions d'euros et un contrat d'une durée de quatre ans.
Ses débuts en championnat se font discrets. Le 27 septembre, il marque un triplé contre l'Inter Milan à San Siro permettant à la Viola de s'emparer provisoirement de la tête du championnat. Lors du derby contre l'Empoli FC, Kalinić permet aux siens d'arracher un nul in extremis. Rentré en jeu en seconde période, le croate s'offre un doublé en six minutes qui voit la Fiorentina revenir à 2-2.

#### Prêt à l'AC Milan (2017-2018)
Le 22 août 2017, il signe pour quatre ans avec l'AC Milan, où il porte le numéro 7. Il est transféré sous la forme d'un prêt payant avec obligation d'achat. L'obligation d'achat serait de 20 millions d'euros selon la presse italienne, avec 5 millions d'euros supplémentaires pour le prêt du joueur pour la saison 2017-2018. Arrivé à Milan, il effectue un bon début de saison avec un doublé à la clé lors du match contre l'Udinese (presque un triplé mais le dernier but est annulé pour hors-jeu) et un autre but contre Chievo. S'ensuit une période troublée pour Kalinić qui, à la suite du changement d'entraineur pour l'AC Milan, va se voir remplacé dans sa place de titulaire par Cutrone et André Silva, préférés par Gennaro Gatuso. Ce dernier note même un relâchement flagrant de l'implication de Kalinić lors de l'entrainement peu avant le match contre Chievo ce qui l'amènera à ne pas convoquer l'attaquant pour ce match. Tout ceci plus quelques blessures et un manque sérieux de confiance et de réussite va amener l'avant centre croate à ne marquer que 6 buts toutes compétitions confondues en 45 apparitions. À noter son égalisation face à Sassuolo qui sauve son équipe d'une défaite humiliante 1-1 (à domicile au score final) et un but inscrit lors du dernier match des Rossoneri contre le club formateur de Kalinić, l'ACF Fiorentina (victoire de l'AC Milan 5-1 au score final). À noter aussi son but contre son camp lors de la finale de coupe d'Italie contre la Juve, qui amène son équipe à perdre 4-0 lors de ce match. Ses nombreux échecs lors des matchs où il se trouve titularisé le font détester des supporters de l'AC qui le sifflent, lors des derniers matchs, à chacune de ses apparitions et de ses actions. Sa première saison au club de l'AC Milan est donc un échec.

#### Atlético de Madrid (depuis 2018)
Le 9 août 2018, Kalinić s'engage en faveur de l’Atlético de Madrid,.
Le 5 décembre, Kalinić marque son premier but pour l'Atlético en Coupe du Roi contre Sant Andreu. Trois jours plus tard, il ouvre son compteur en Liga face au Deportivo Alavès.

#### International
Sa première apparition sous le maillot croate a lieu le 24 mai 2008 contre la Moldavie (remporté 1-0).
Le sélectionneur de l'équipe de Croatie, Slaven Bilić, le retient parmi l'effectif de vingt-trois joueurs qui participent à l'Euro 2008. Durant le championnat, il entre en jeu à la place d'Ivan Klasnić pour jouer le dernier quart d'heure du match contre la Pologne (victoire 1-0). Ce seront les seules minutes qu'il joue durant la compétition. La Croatie est sortie en quart de finale par la Turquie (1-1 puis 1-3 au t a b).
Il doit attendre le 1er avril 2009 pour rejouer en sélection, où il entre quelques minutes contre l'Andorre. Ce match fait partie des Qualifications de la Coupe du monde 2010 et la Croatie l'emporte (0-2). Il ne sera par la suite pas rappelé en sélection et recommence à jouer chez les espoirs.
Ce n'est que le 17 novembre 2010 qu'il fait son retour chez les A, cette fois face à Malte, pour les Qualifications de l'Euro 2012. Le match est remporté (3-0), Kalinić est d'ailleurs l'auteur du troisième but qui est son premier en sélection. Il commence alors à être régulièrement sélectionné, aussi bien pour les éliminatoires du prochain Euro que pour des matchs amicaux. Le plus souvent, il est remplaçant et entre en seconde période. Il met un doublé le 9 février 2011 contre la République-Tchèque en match amical qui est remporté (4-2). Le 3 juin 2011, il marque le but de la victoire contre la Géorgie (2-1) alors que son équipe fut longtemps menée.
Malgré le fait qu'il enchaine les sélections, il ne doit sa présence à l'Euro 2012 qu'au forfait d'Ivica Olić blessé contre la Norvège le 2 juin 2012. Durant la compétition, il ne dispute pas la moindre minute sur le terrain. Slaven Bilic le sélectionneur lui préfère Mario Mandžukić et Nikica Jelavić et la Croatie est éliminée dès le premier tour devancée par les deux futurs finalistes l'Espagne et l'Italie.
Il participe ensuite aux premiers matchs des éliminatoires de la coupe du monde 2014, mais ne parvient pas à s'imposer comme titulaire et il n'est pas retenu pour le Mondial.
Il est rappelé au mois de novembre 2014 pour un match amical contre l'Argentine mais n'entre pas en jeu.
Le 3 septembre 2015, après presque 2 ans d'absence, il fait enfin son retour en équipe nationale et dispute les 4 derniers matchs de qualifications pour l'Euro 2016. La Croatie finit deuxième de son groupe derrière l'Italie et se qualifie. Nikola Kalinić commence à se montrer plus dangereux devant le but, en particulier le 4 juin 2016 où il contribue largement à la plus large victoire de l'histoire de la Croatie. En effet, face à la modeste équipe de Saint Marin au Stade Kantrida de Rijeka, il rentre à la 56e minute à la place de Mario Mandžukić et comme celui qu'il remplace, il marque un triplé portant ainsi le score à un historique (10-0).
Le 31 mai 2016, il est confirmé dans la liste des 23 pour l'Euro 2016 en France.Il est titulaire face à l'Espagne à la suite du ménagement de Luka Modrić, et égalise en fin de première période marquant ainsi son premier but dans un tournoi majeur. Le match est remporté par la Croatie (2-1) qui termine première de son groupe à la suite de cet exploit.
Lors de la Coupe du monde en 2018, il est exclu de l'équipe de Croatie pour avoir refusé de rentrer sur le terrain lors du match contre le Nigeria lors de la phase de groupe. Sans lui, la Croatie atteint la finale de la Coupe du monde (défaite 4-2, face à la France).

## Statistiques
| Saison                | Club                  | Championnat           | Championnat | Championnat | Championnat | Coupe nationale | Coupe nationale | Coupe nationale | Coupe de la Ligue | Coupe de la Ligue | Coupe de la Ligue | Compétition(s) continentale(s) | Compétition(s) continentale(s) | Compétition(s) continentale(s) | Compétition(s) continentale(s) | Croatie | Croatie | Croatie | Total | Total | Total |
| Saison                | Club                  | Division              | M.          | B.          | P.d.        | M.              | B.              | P.d.            | M.                | B.                | P.d.              | Comp.                          | M.                             | B.                             | P.d.                           | M.      | B.      | P.d.    | M.    | B.    | P.d.  |
| 2005-2006             | Hajduk Split          | 1.HNL                 | 6           | 0           | 0           | 1               | 0               | 0               | -                 | -                 | -                 | -                              | -                              | -                              | -                              | -       | -       | -       | 7     | 0     | 0     |
| 2007-2008             | Hajduk Split          | 1.HNL                 | 25          | 17          | 4           | 7               | 9               | 0               | -                 | -                 | -                 | C3                             | 4                              | 0                              | 0                              | 2       | 0       | 0       | 38    | 26    | 4     |
| 2008-2009             | Hajduk Split          | 1.HNL                 | 28          | 15          | 6           | 4               | 2               | 0               | -                 | -                 | -                 | C3                             | 4                              | 1                              | 0                              | 1       | 0       | 0       | 37    | 18    | 6     |
| Sous-total            | Sous-total            | Sous-total            | 59          | 32          | 10          | 12              | 11              | 0               | -                 | -                 | -                 | -                              | 8                              | 1                              | 0                              | 3       | 0       | 0       | 82    | 44    | 10    |
| 2006-jan 2007         | NK Istra (prêt)       | 1.HNL                 | 12          | 3           | 0           | 1               | 0               | 0               | -                 | -                 | -                 | -                              | -                              | -                              | -                              | -       | -       | -       | 13    | 3     | 0     |
| jan-jui 2007          | HNK Šibenik (prêt)    | 1.HNL                 | 8           | 3           | 0           | -               | -               | -               | -                 | -                 | -                 | -                              | -                              | -                              | -                              | -       | -       | -       | 8     | 3     | 0     |
| Sous-total            | Sous-total            | Sous-total            | 20          | 6           | 0           | 1               | 0               | 0               | -                 | -                 | -                 | -                              | -                              | -                              | -                              | -       | -       | -       | 21    | 6     | 0     |
| 2009-2010             | Blackburn Rovers      | PL                    | 26          | 2           | 1           | 1               | 1               | 0               | 6                 | 4                 | 2                 | -                              | -                              | -                              | -                              | -       | -       | -       | 33    | 7     | 3     |
| 2010-2011             | Blackburn Rovers      | PL                    | 18          | 5           | 1           | 1               | 1               | 0               | 1                 | 0                 | 0                 | -                              | -                              | -                              | -                              | 5       | 4       | 0       | 25    | 10    | 1     |
| août 2011             | Blackburn Rovers      | PL                    | 0           | 0           | 0           | -               | -               | -               | -                 | -                 | -                 | -                              | -                              | -                              | -                              | 1       | 0       | 0       | 1     | 0     | 0     |
| Sous-total            | Sous-total            | Sous-total            | 44          | 7           | 2           | 2               | 2               | 0               | 7                 | 4                 | 2                 | -                              | -                              | -                              | -                              | 6       | 4       | 0       | 59    | 17    | 4     |
| 2011-2012             | FK Dnipro             | PL                    | 19          | 10          | 1           | -               | -               | -               | -                 | -                 | -                 | C3                             | 2                              | 0                              | 0                              | 4       | 1       | 0       | 25    | 11    | 1     |
| 2012-2013             | FK Dnipro             | PL                    | 21          | 6           | 1           | 2               | 1               | 0               | -                 | -                 | -                 | C3                             | 6                              | 3                              | 1                              | 4       | 0       | 0       | 33    | 10    | 2     |
| 2013-2014             | FK Dnipro             | PL                    | 19          | 6           | 1           | -               | -               | -               | -                 | -                 | -                 | C3                             | 4                              | 1                              | 1                              | 3       | 1       | 0       | 26    | 8     | 2     |
| 2014-2015             | FK Dnipro             | PL                    | 23          | 12          | 2           | 6               | 2               | 0               | -                 | -                 | -                 | C1+C3                          | 2+17                           | 0+5                            | 0                              | 1       | 0       | 0       | 49    | 19    | 2     |
| août 2015             | FK Dnipro             | PL                    | 4           | 3           | 0           | -               | -               | -               | -                 | -                 | -                 | -                              | -                              | -                              | -                              | -       | -       | -       | 4     | 3     | 0     |
| Sous-total            | Sous-total            | Sous-total            | 86          | 37          | 5           | 8               | 3               | 0               | -                 | -                 | -                 | -                              | 31                             | 9                              | 2                              | 12      | 2       | 0       | 137   | 51    | 7     |
| 2015-2016             | ACF Fiorentina        | Serie A               | 36          | 12          | 3           | 1               | 0               | 0               | -                 | -                 | -                 | C3                             | 5                              | 1                              | 1                              | 10      | 6       | 1       | 52    | 19    | 5     |
| 2016-2017             | ACF Fiorentina        | Serie A               | 33          | 15          | 3           | 2               | 0               | 0               | -                 | -                 | -                 | C3                             | 7                              | 5                              | 2                              | 5       | 2       | 1       | 47    | 22    | 6     |
| Sous-total            | Sous-total            | Sous-total            | 69          | 27          | 6           | 3               | 0               | 0               | -                 | -                 | -                 | -                              | 12                             | 6                              | 3                              | 15      | 8       | 2       | 99    | 41    | 11    |
| 2017-2018             | AC Milan (prêt)       | Serie A               | 31          | 6           | 3           | 4               | 0               | 0               | -                 | -                 | -                 | C3                             | 6                              | 0                              | 1                              | 6       | 1       | 0       | 47    | 7     | 4     |
| Sous-total            | Sous-total            | Sous-total            | 31          | 6           | 3           | 4               | 0               | 0               | -                 | -                 | -                 | -                              | 6                              | 0                              | 1                              | 6       | 1       | 0       | 47    | 7     | 4     |
| 2018-2019             | Atlético de Madrid    | Liga                  | 17          | 2           | 0           | 4               | 2               | 1               | -                 | -                 | -                 | C1                             | 3                              | 0                              | 0                              | -       | -       | -       | 24    | 4     | 1     |
| 2019-2020             | Atlético de Madrid    | Liga                  | 0           | 0           | 0           | 0               | 0               | 0               | -                 | -                 | -                 | C1                             | 0                              | 0                              | 0                              | -       | -       | -       | 0     | 0     | 0     |
| Sous-total            | Sous-total            | Sous-total            | 17          | 2           | 0           | 4               | 2               | 1               | -                 | -                 | -                 | -                              | 3                              | 0                              | 0                              | -       | -       | -       | 24    | 4     | 1     |
| 2019-2020             | AS Rome (prêt)        | Serie A               | 15          | 5           | 1           | 2               | 1               | 0               | -                 | -                 | -                 | C3                             | 2                              | 0                              | 0                              | -       | -       | -       | 19    | 6     | 1     |
| Sous-total            | Sous-total            | Sous-total            | 15          | 5           | 1           | 2               | 1               | 0               | -                 | -                 | -                 | -                              | 2                              | 0                              | 0                              | -       | -       | -       | 19    | 6     | 1     |
| 2020-2021             | Hellas Vérone         | Serie A               | 19          | 2           | 0           | -               | -               | -               | -                 | -                 | -                 | -                              | -                              | -                              | -                              | -       | -       | -       | 19    | 2     | 0     |
| 2021-2022             | Hellas Vérone         | Serie A               | 11          | 3           | 0           | 1               | 0               | 0               | -                 | -                 | -                 | -                              | -                              | -                              | -                              | -       | -       | -       | 12    | 3     | 0     |
| Sous-total            | Sous-total            | Sous-total            | 30          | 5           | 0           | 1               | 0               | 0               | -                 | -                 | -                 | -                              | 0                              | 0                              | 0                              | -       | -       | -       | 31    | 5     | 0     |
| Total sur la carrière | Total sur la carrière | Total sur la carrière | 371         | 127         | 27          | 37              | 19              | 1               | 7                 | 4                 | 2                 | -                              | 62                             | 16                             | 6                              | 42      | 15      | 2       | 519   | 181   | 38    |

## Palmarès
- Vainqueur de la Supercoupe de l'UEFA avec l’Atletico Madrid
- Finaliste de la Ligue Europa en 2015 avec le FK Dnipro
- Finaliste de la Coupe de Croatie en 2008, 2009 et 2022 avec l'Hajduk Split
- Sélectionné dans l'équipe de Croatie pour le mondial 2018, il est également finaliste de cette épreuve. Cependant, exclu de l'équipe après le match contre le Nigeria, il refuse la médaille de finaliste[17].